# 余少群
余少群（ユィ・シャオチュン）は、中国湖北省武漢市出身の俳優。

## 人物・経歴
漢劇武生時代
- 14歳で家族の反対を押し切り武漢市芸術学校を受験し合格、漢劇を専攻。まる6年の在校期間中、ずば抜けた成績で毎年「優秀学生指導リーダー」・「三好学生（思想・学習・健康ともにすぐれた学生）」に選ばれていた。
- 2000年、主演「搶傘」にて第1回武漢市芸術人材「芸蕾賞」を受賞。2001年には武漢市優秀学生団員称号等を獲得。
- 卒業後は武漢市漢劇院青年団に入団。速いスピードで漢劇院の看板役者 兼 劇団を支える優秀な小生となり、武漢では名の知れた存在だった。
- 2004年、漢劇の大家の陳伯華に師事。

越劇へ転向
- 23歳のときに個人芸術興業を挙行し成功を収める。ほどなくして上海越劇院からラブコールを受け、特殊人材推薦制度により上海へ。越劇に転向しゼロからのスタートを切った。
- 2006年、上海越劇院を離れ、浙江越劇団に入団。

俳優へ転身、芸能界デビュー
- 浙江越劇団に入団後まもなく、チェン・カイコー監督に見出され、2008年に『花の生涯〜梅蘭芳〜』で映画デビュー。梅蘭芳の青年時代を演じて注目を浴び、正式に芸能界入り。
- 2011年2月、馮遠征と師弟の関係を結ぶ。

梅蘭芳から次のステップへ
- 2012年1月1日からCCTV-8チャンネルで放送された、中国初のマジックを題材とした大型ドラマ「大戯法」で復讐に燃える主人公を演じ、従来のイメージからの脱却に成功。幅広い層から高い評価を得るとともに、さらに多くの視聴者から愛され支持される存在となった。

## エピソード
- 『花の生涯〜梅蘭芳〜』で京劇の大家の梅蘭芳の青年時代を演じたが、それまで京劇の経験は無し。青年梅蘭芳役に抜擢後、陳凱歌の命により北京にて約8か月間の封鎖式訓練を行い、大変な努力と苦労の末に京劇の技術を身に付けた。また、この役を演じるにあたり8キロ減量している。
- 『倩女幽魂 A Chinese Fairy Tale』に出演した犬は、余少群が撮影現場で散歩をさせるなどして可愛がっていた現地の野良犬である。余少群の推薦で映画に出演した。

## 主な出演作品

### 映画
| タイトル                       | 役名                            | 公開年度 | 日本での上映 | 備考                                            |
| ------------------------------ | ------------------------------- | -------- | ------------ | ----------------------------------------------- |
| 花の生涯〜梅蘭芳〜             | 梅蘭芳（青年時代）              | 2008年   | 公開         | 日本版DVD・写真集・文庫本（映画ノベライズ）発売 |
| 掐死你的温柔                   | 趙小照                          | 2010年   | 未公開       |                                                 |
| 功夫・詠春                     | 梁博儔                          | 2010年   | 未公開       |                                                 |
| 新少林寺/SHAOLIN               | 浄海 日本語吹替版／声：石狩勇気 | 2011年   | 公開         | 日本版DVD・Blu-ray発売                          |
| 守望者：罪悪迷途               | 志強                            | 2011年   | 未公開       |                                                 |
| 倩女幽魂 A Chinese Fairy Tale  | 寧采臣                          | 2011年   | 未公開       |                                                 |
| 1911                           | 汪精衛                          | 2011年   | 公開         | 日本版DVD・Blu-ray発売                          |
| 止殺令 An End To KILLING       |                                 | 2012年   | 未公開       |                                                 |
| 地下室驚魂                     | 王東                            | 2012年   | 未公開       |                                                 |
| 愛情不NG                       | 川子                            | 2013年   | 未公開       |                                                 |
| デスティニー・イン・ザ・ウォー | 君先生                          | 2017年   | 公開         | 日本版DVD発売                                   |

### テレビドラマ
| タイトル                          | 役名                                      | 年度   | 備考 |
| --------------------------------- | ----------------------------------------- | ------ | --- |
| 楊乃武平冤記                      | 楊乃武                                    | 2005年 | 越劇ドラマ |
| 竹葉青青                          | 葉雲宝                                    | 2008年 | 越劇ドラマ |
| 蒼穹の昴                          | 春児（李春雲） 日本語吹替版／声：水島大宙 | 2009年 | 田中裕子（西太后役）は日本語、余少群は北京語で台詞を話した。 当初は戸惑いもあったが、撮影を重ねるにつれ互いの口調・アイコンタクトで間合いを合わせることができるようになる。 撮影時以外にも積極的にコミュニケーションを図ることで、言葉の壁を越え息の合った演技を見せた。 |
| 百花深処                          | 劉名宣                                    | 2011年 | 撮影は厳寒の瀋陽で行われた。 大部分が春～秋のシーンの撮影である余少群は、見た目の美しさを考慮し、重ね着や手袋着用を拒否。 マイナス30度にまで達する酷寒の中、薄着で撮影に臨み、素手で凍ったピストルを握った。                                                             |
| 武則天秘史                        | 李治（青年時代）                          | 2011年 | |
| 大戯法                            | 高来宝（莫無形） 耿杰（莫希声） ※二役     | 2012年 | |
| 隋唐英雄                          | 李世民                                    | 2012年 | |
| 銭塘伝奇                          | 乾隆帝                                    | 2014年 | |
| 末代皇帝伝奇 THE LAST EMPEROR     | 溥儀（※青年期）                           | 2014年 | 『武則天秘史』で共に高宗役を演じるかたちで共演した趙文瑄と再共演し、二人で溥儀役の青年期と中年期を演じ分けている。 |
| 如懿伝 〜紫禁城に散る宿命の王妃〜 | 安吉大師                                  | 2018年 | |

### ディスコグラフィ
- シングル曲「戯夢人生」（2008年）

## 主な受賞歴
- 第1回 武漢市芸術人材 芸蕾賞（2000年）
- BQ2008紅人榜 新鋭紅人賞（2008年）
- 第3回 アジア・フィルム・アワード 最優秀新人賞（2009年）
- 第16回 北京大学生映画祭 最優秀新人賞（2009年）
- 第13回 中国映画華表賞 優秀新人男優賞（2009年）
- 第46回 金馬奨 最優秀新人賞（2009年）
- 2012風尚影像明星賞 大賞（2012年）

## 参考資料
- 余少群:秀麗的“小梅蘭芳”
- 《倩女幽魂》主場景曝光 余少群遛狗減圧
- 専訪余少群：我很Man 目標做打星
- 電視劇百花深処